# Camponotus crepusculi
Camponotus crepusculi é uma espécie de inseto do gênero Camponotus, pertencente à família Formicidae.